# أكاديمية العلوم في الاتحاد السوفيتي

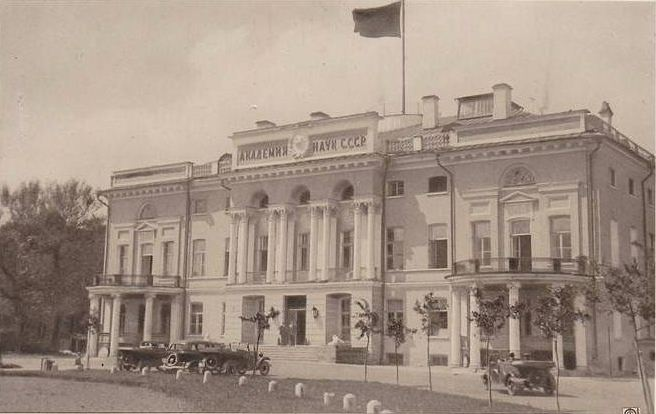
مبنى رئاسة أكاديمية علوم الاتحاد السوفيتي في موسكو (قصر الإسكندرية) من عام 1934. تم التقاط الصورة قبل عام 1940.

أكاديمية العلوم في للاتحاد السوفييتي هي أعلى مؤسسة علمية للاتحاد السوفيتي من عام 1925 إلى عام 1991 ، ووحدت كبار علماء البلاد ، وخضعت مباشرة لمجلس وزراء الاتحاد السوفييتي (حتى عام 1946 - إلى مجلس مفوضي الشعب الاتحاد السوفياتي). في عام 1991 ، بموجب مرسوم رئيس جمهورية روسيا الاتحادية الاشتراكية السوفياتية ، تم إنشاء الأكاديمية الروسية للعلوم على أساس أكاديمية العلوم في الاتحاد السوفياتي.